# 13219 Cailletet
13219 Cailletet è un asteroide della fascia principale. Scoperto nel 1997, presenta un'orbita caratterizzata da un semiasse maggiore pari a 3,2013253 UA e da un'eccentricità di 0,1063621, inclinata di 21,57464° rispetto all'eclittica.